# Кріс Волстенголм
Крістофер Тоні Волстенголм (англ. Christopher Tony Wolstenholme; 2 грудня 1978, Ротергем, Південний Йоркшир, Англія) — басист і бек-вокаліст рок-групи Muse.
Він також часом грає на гітарі чи клавішних замість бас-гітари. В такому випадку на бас-гітарі грає Морган Нікколз під час виступів.

## Біографія
Кріс Волстенголм ріс у Ротергемі. Потім переїхав до Тінмута, Графство Девон у 1979 році. Він почав вивчати гітару, потім барабани і в результаті бас-гітару, коли зустрівся з Меттью та Домініком.
Згодом він приєднується з ними до групи Rocket Baby Dolls, як басист, яка потім перейменувалась в Muse.
Кріса, Меттью та Домініка нагородили почесним званням доктора мистецтв Плімутського Університету.

### Особисте жття
Одружився з дівчиною Келлі 23 грудня 2003. Пара має шестеро дітей: хлопчики: Елфі, Френкі, Ерні та Бастер; дівчатка: Ава-Джо і Тедді. Проживає з сім'єю в г. Фоксрок, Ірландія.

## Обладнання
З початку кар'єри в Muse Кріс переграв на безлічі різних бас-гітар, починаючи з Warwick і Bass Collection поряд з електро-контрабасом у пісні Unintended. Він воліє використовувати підсилювач Ampeg SVT з 1x18, 2x10 і 2x12 кабінетами.
Волстенголм часто використовує перевантаження (distortion). Віддаючи перевагу Electro Harmonix Big Muff distortion / sustainer, використовує його поряд з BOSS Bass overdrive та іншими ефектами.
У період альбому «[Origin of Symmetry]» Волстенголм використовував багато виготовлених на замовлення басів Pedulla, головним чином 5-ти струнних грифів, переобладнаних під широкі 4-струнні грифи. Використовує тільки Pedulla Rapture SB4 баси з єдиним хамбакером, бас JB4 з двома джазовими звукознімачами, показаний у відео Plug In Baby, був проданий на eBay. Уолстенхолм також використовував два Marshall підсилювача (3 кабінету загалом, вважаючи його комбо-підсилювачем), він мав два роздільних канали, один для чистого баса і один для перевантаженого. Кріс, як також відомо, використовував Marshall Bass State b150, який він веде до краю, тому що «це приємно спотворює». Його педалі-борд також розширилися, щоб включити деякі ефекти Line6 і більше ефектів BOSS.
Для третього альбому Muse, «Absolution», Волстенголм тримав баси Pedulla, але також зробив запис використовуючи баси Warwick (його старі) та інші. Він також додав Fender Jazz Bass в свій lineup для Sing for Absolution і Zon Sonus Studio 4. На живому концерті під «Stockholm Syndrome» Кріс так кинув Pedulla Rapture SB5, що tuning peg був зламаний і тепер він використовується лише як 4-струнний бас. Немає нічого дивного, що Волстенголм кинув його на сцену з залу, потім у басовий барабан Домініка Говарда на найбільшому фестивалі Великої Британії — Гластонбері.
Він все ще використовує свій Marshall підсилювач, і також включав більше rackmount ефектів у вигляді Line6 Bass Pod і модуляторів фільтра тощо. Його педалі-борд ефектів стали настільки великими, що Rocktron All Access MIDI-контролери використовуються як на сцені так і поза нею, щоб керувати всім. Також додалася педаль Akai Deep Impact Synth для хіта «Time Is Running Out» і Digitech Synth Wah поряд з великою кількістю інших ефектів.
Для «Black Holes and Revelations», Волстенголм змінив педалі-борд майже повністю. Тепер надаючи перевагу Rickenbacker 4003 і Fender Jazz Bass як для нових пісень так і для старих, він також використовує медіатор в кількох нових піснях, включаючи «Assassin», початок «Map of the Problematique», початок «Invincible», і початок і середина "Knights of Cydonia ", згідно з виступу Muse 26 серпня 2006 на Reading Festival. Він також грає на upright bass в «Soldier's Poem». Electro Harmonix Big Muff використовується частіше в цьому альбомі, майже в кожному треку. Кріс співає, іноді через вокодер, що найбільш помітно в «Supermassive Black Hole». На додаток можна сказати, що на недавньому DVD HAARP Tour помічено, що він грає на гітарі, з Морганом Ніколсом на басах, і Белламі на фортепіано. Безумовно, на DVD він використовує PRS 513 Rosewood. Перед «Knights of Cydonia» в 2008 на V Festival Волстенголм грав «Man With The Harmonica» (композитор Енніо Морріконе) на гармоніці, що поєднується із західним стилем пісні. І тепер вони завжди виконують її так.
У 2014 році він приєднався до англійської рок-групи Moriaty як неофіційний третій член, він грав на бас-гітарі в новому міні-альбомі 'Bones' і  також був показаний у кліпі.

## Цікаві факти
- Кріс є фанатом футбольного клубу Ротергем Юнайтед.
- Колись Кріс палив, але перестав, коли заборона про паління набрала чинності.
- Кріс є фанатом групи Status Quo і мав можливість співати разом зі своїми ідолами.
- Кріс загубив свою обручку на одному з концертів у Японії, але один з фанатів повернув її, за що отримав довічний пропуск на всі концерти Muse.
- Коли Кріс вільний від Muse час, Кріс грає на барабанах в місцевому тинмутському пабі у Девоні, де він мешкає разом зі своєю родиною.